# Lake Midori
Lake Midori (japanisch 緑池 Midori-ike, deutsch ‚Grüner Weiher‘) ist ein kleiner See auf der Ost-Ongul-Insel vor der Prinz-Harald-Küste des ostantarktischen Königin-Maud-Lands. Er liegt 500 m südöstlich des Hachinosu Peak und unmittelbar nordöstlich des Lake Kamome.
Vermessungen und Luftaufnahmen einer von 1957 bis 1962 durchgeführten japanischen Antarktisexpedition dienten seiner Kartierung. Die Benennung durch japanische Wissenschaftler erfolgte 1963. Diese überführte das US-amerikanische Advisory Committee on Antarctic Names 1968 in einer Teilübersetzung ins Englische.